# Meltdown (singel)
Meltdown – szesnasty singel belgijskiego muzyka Stromae’a, pochodzi ze ścieżki dźwiękowej The Hunger Games: Mockingjay – Part 1 (Original Motion Picture Soundtrack) do filmu Igrzyska śmierci: Kosogłos. Część 1. Gościnnie udział wzięli Lorde, Pusha T, Q-Tip oraz zespół Haim.

## Lista utworów
- Digital download (17 listopada 2014)[1]

1. „Meltdown” – 4:02

## Notowania na listach przebojów
| Kraj              | Lista (2014/2015)   | Najwyższa pozycja |
| ----------------- | ------------------- | ----------------- |
| Belgia (Walonia)  | Ultratop 50 Singles | 5                 |
| Belgia (Flandria) | Ultratop 50 Singles | 7                 |
| Francja           | Top 200 Singles     | 107               |